# Karkūlī
Karkūlī (persiska: کرکو لی) är en ort i Iran.   Den ligger i provinsen Nordkhorasan, i den norra delen av landet, 500 km nordost om huvudstaden Teheran. Karkūlī ligger 952 meter över havet och antalet invånare är 827.
Terrängen runt Karkūlī är kuperad åt sydväst, men åt nordost är den platt. Karkūlī ligger nere i en dal. Runt Karkūlī är det ganska glesbefolkat, med 27 invånare per kvadratkilometer. Närmaste större samhälle är Ḩeşārcheh, 19,2 km väster om Karkūlī. Trakten runt Karkūlī består i huvudsak av gräsmarker.